# Каротамм Микола Георгійович
Микола Георгійович Каротамм (ест. Nikolai Karotamm; 23 жовтня 1901, Пярну, Ліфляндська губернія, Російська імперія — 21 вересня 1969, Москва, СРСР) — естонський радянський партійний і державний діяч, 1-й секретар ЦК КП(б) Естонії. Депутат Верховної ради Естонської РСР. Депутат Верховної ради СРСР 2—3-го скликань. Кандидат економічних наук (13.07.1951), доктор економічних наук (25.10.1964), професор (5.01.1966).

## Життєпис
Народився в селянській родині. Батько працював теслею і будівельним робітником у Пярну. Через безробіття змушений був переїхати із родиною до села Раммука волості Тистамаа Пярнумаського повіту. З дев'ятирічного віку Микола Каротамм працював пастухом, потім наймитував на хуторах. Закінчив парафіяльну школу в Кастна, навчався у Пярнуському вищому початковому училищі та вчительській семінарії, яку не закінчив.
З 1921 по 1923 рік служив в національній армії Естонської Республіки. У 1923 році перебував у Таллінні, але не зміг знайти роботи і переїхав до села, де працював у господарстві батька та був сезонним робітником. З березня 1925 по серпень 1926 року працював поденним робітником садоводного господарства біля міста Амстердама в Нідерландах.
У серпні 1926 року переїхав до СРСР. З 1926 по 1928 рік навчався в Комуністичному університеті національних меншин Заходу імені Мархлевського в Ленінграді. Член Комуністичної партії Естонії з 1928.
З 1928 по 1929 рік перебував на підпільній роботі в Естонії, був секретарем Талліннського міського комітету КП Естонії. У 1929 році повернувся в СРСР.
У 1931 році закінчив Комуністичний університет національних меншин Заходу імені Мархлевського. З 1931 року — на викладацькій і редакторській роботі в Москві. З 1932 по 1935 рік — аспірант економічного факультету Комуністичного університету національних меншин Заходу імені Мархлевського. Одночасно був редактором журналу «Класова боротьба», який виходив у Ленінграді естонською мовою.
У 1935—1936 роках — референт виконавчого комітету Комуністичного Інтернаціоналу. У 1936—1937 роках — у редакції Видавництва зарубіжної літератури в місті Ленінграді.
У липні 1938 року заарештований органами НКВС, пробув сорок днів у в'язниці, потім був звільнений.
З 1938 по жовтень 1939 року — викладач, заступник директора Ленінградського машинобудівного технікуму. До червня 1940 року — в редакції Видавництва іноземної літератури в місті Ленінграді.
Після окупації Естонії радянськими військами з червня по серпень 1940 року — редактор центрального органу ЦК КП Естонії газети «Комуніст».
У серпні 1940 — 28 вересня 1944 року — 2-й секретар ЦК КП(б) Естонії. Одночасно, з квітня по травень 1941 року — 1-й секретар Тартуського повітового комітету КП(б) Естонії. Під час війни брав участь у створенні Естонського корпусу РСЧА, з 3 листопада 1942 року очолював Естонський штаб партизанського руху.
З 28 вересня 1944 по 26 березня 1950 року займав посаду 1-го секретаря ЦК Компартії Естонської РСР, після того, як радянська влада довідалась про перехід попереднього керівника ЦК КПЕ Карла Сяре на бік німців. Одночасно, з 27 січня 1947 по 1 лютого 1950 року — 1-й секретар Талліннського міського комітету КП(б) Естонії.
Безпосередньо керував масовою депортацією тисяч естонців до Сибіру у березні 1949 року. Під час кампанії з «очищення влади» у березні 1950 року був усунутий від посади. На відміну від багатьох інших, не був ув'язнений. Каротамму надали можливість працювати у Москві. З квітня 1950 по 1951 рік навчався в Академії суспільних наук при ЦК КПРС, з 1951 року працював в Інституті економіки АН СРСР. У 1959—1967 роках — завідувач сільськогосподарського сектору Інституту економіки Академії наук СРСР. У 1967—1969 роках — старший науковий співробітник Інституту економіки Академії наук СРСР.
Помер у Москві 21 вересня 1969 року. Похований на Лісовому цвинтарі в Талліні.

## Нагороди
- орден Леніна (1946)
- орден Вітчизняної війни І ст. (1945)
- медалі